# Bear-Gulch-Kalkstein

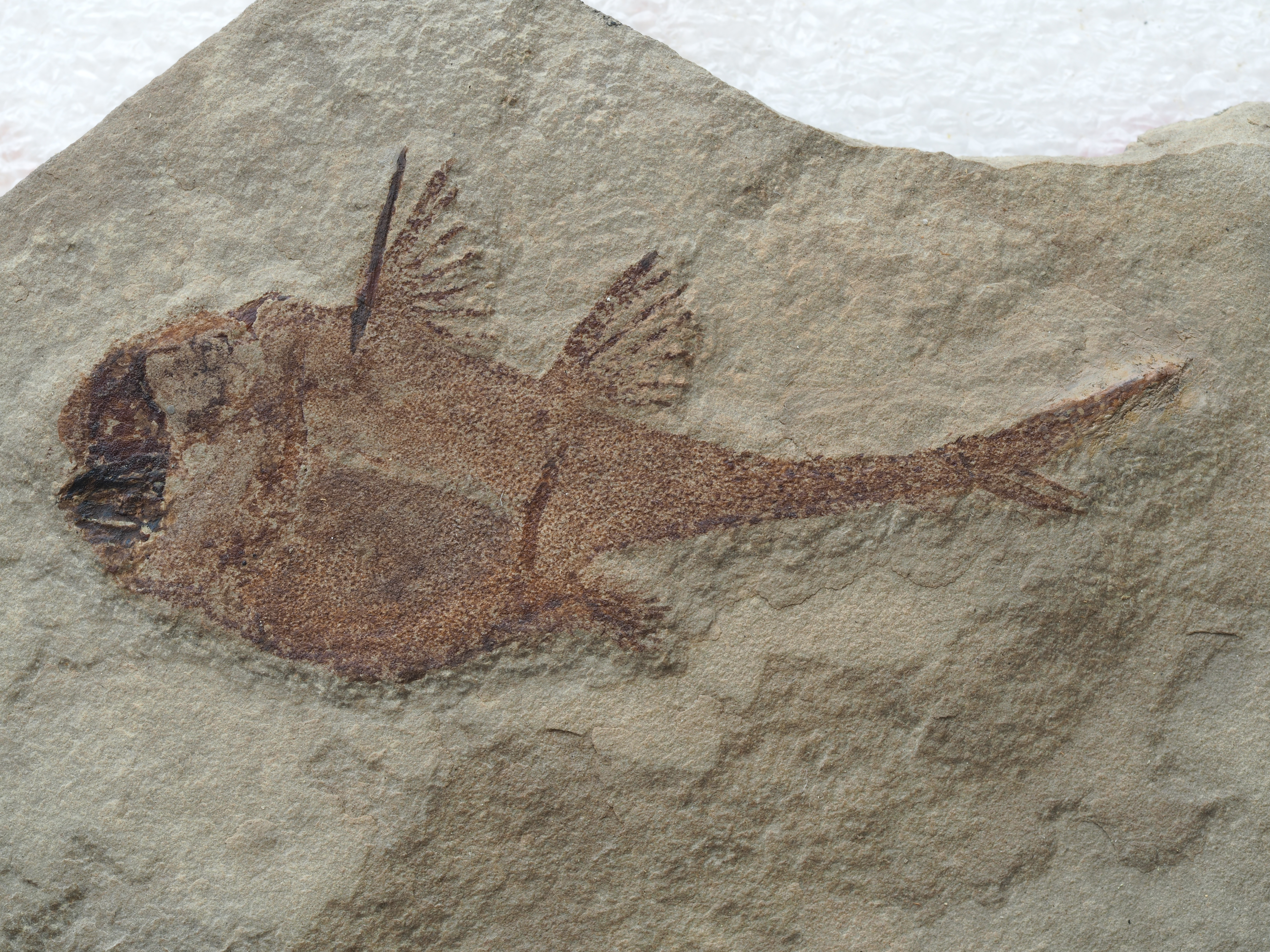
Die Seekatze Echinochimaera meltoni

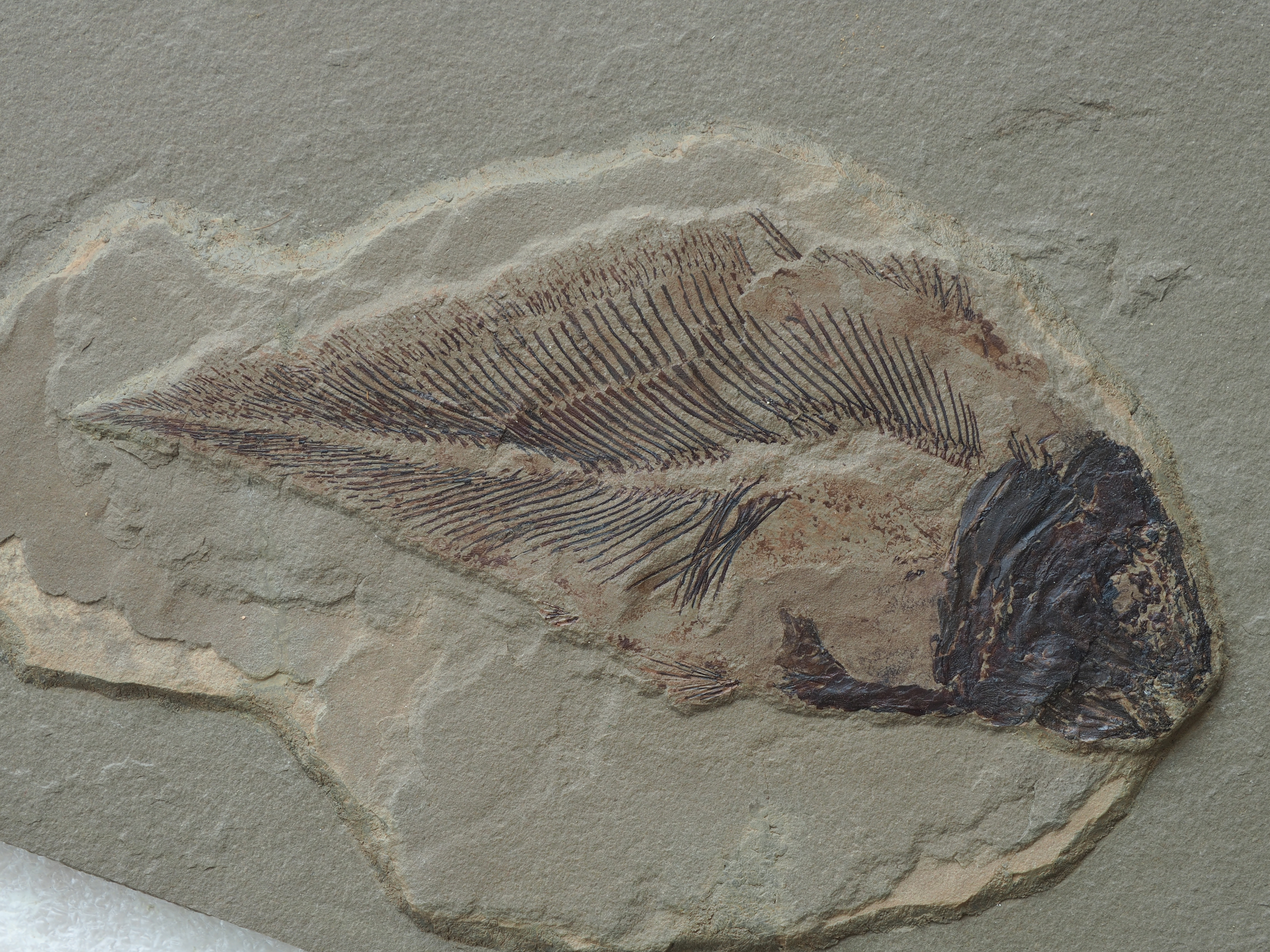
Der Quastenflosser Allenypterus montanus

Der Bear-Gulch-Kalkstein ist eine Fossillagerstätte in Montana. Die etwa 325 Millionen Jahre alten Ablagerungen aus dem Namurium, einem Zeitintervall des unteren Karbon (Paläozoikum), geben Einblick in eine Welt der Knorpelfische und frühen Haie. Die Fossilien sind sehr gut erhalten. Insgesamt wurden die Fossilien von etwa 130 Fischarten ausgegraben, aber auch Gliederfüßer, Schwämme, Seesterne, Würmer, Armfüßer, Moostierchen und Weichtiere. Unter den Fischen befinden sich die mit Schulterstacheln bewehrten Haiarten Falcatus und Stethacanthus sowie der ein durophages, auf hartschalige Nahrung hinweisendes Gebiss besitzende Belantsea aus der Ordnung der Petalodontiformes. Harpagofututor und der kaulquappenähnliche Delphyodontos sind möglicherweise, Echinochimaera mit Sicherheit, Verwandte der Seekatzen. Weitere Fische sind der Quastenflosser Allenypterus, die beiden einzigen bisher gefundenen Gattungen der Guildayichthyidae, der aalartige Strahlenflosser Paratarrasius und das älteste Neunauge Hardistella.